# ستيفن هيل (لاعب كرة قدم)
ستيفن هيل (بالإنجليزية: Stephen Hill)‏ (12 نوفمبر 1982 في المملكة المتحدة - ) هو لاعب كرة قدم بريطاني في مركز الدفاع. لعب مع نادي روتشديل ونادي رادكليف ‏ وليه جنيسيس ‏ ونادي موركامب.

## وصلات خارجية
- ستيفن هيل على موقع قاعدة بيانات كرة القدم.إي يو (الإنجليزية)
- ستيفن هيل على موقع Soccerbase.com (لاعب) (الإنجليزية)